# Вітольд Шольґіня
Вітольд Шольґіня або Вітольд Шолгіня (пол. Witold Szolginia, 11 березня 1923, Львів — 30 червня 1996, Варшава) – польский архітектор, науковець, письменник, поет, художник-графік, енциклопедист, автор радіопередач на львівську тематику і популяризатор історії Львова

## Життєпис
Народився у Львові і до вимушеної репатріації поляків у травні 1946 році до Польщі жив на вулиці Личаківській 137, у «Будинку Залізного Лева». Про це сьогодні нагадує меморіальна таблиця, яка нещодавно була встановлена на фасаді будинку. Автор восьми книг споминів про Львів, згадував, що за його пам'яті (бл. 1930 р.) власниця кам'яниці, пані Брандова, підключила дім до каналізації.
Початкову освіту здобув у чоловічій державній школі Св. Антонія та отримав так званий «малий бакалаврат» у 6-й гімназії імені Станіслава Сташиця (тепер будівля Української академії друкарства на розі площі Данила Галицького і вулиці Підвальної).
Під час німецької окупації Львова займався продажем газет, а також працював кур'єром у податковій інспекції. Брав участь у редагуванні та розповсюдженні польської підпільної преси.
У 1944 році Вітольд розпочав навчання на архітектурному факультеті у Львівській політехніці. Після переїзду до Польської народної республіки у 1946 році продовжив навчання у Краківській політехніці. У 1950 році він здобув ступінь магістра інженера архітектури.
Шольґіня працював за фахом понад 40 років, досягнувши посади доцента в Інституті управління навколишнім середовищем у Варшаві. Проводив наукову діяльність і мав успіх в популяризації діяльності в галузі містобудування, архітектури та будівництва. Він автор енциклопедії «Архітектура і будівництво», книг «Естетика міста», «Історіографія урбаністики та архітектури старого Львова», «Чудеса архітектури» та «Найдавніші краєвиди Львова».
Вітольд Шольґіня насамперед відомий як автор віршів про Львів і львів'ян, написаних як балаковою, так і літературною польською мовами. Його твори, зібрані у томах: «Krajubrazy syrdeczny», «Kwiaty lwowskie» та (в антології багатьох авторів) «Semper fidelis», відновлюють образ старого Львова з його пам'ятками та мешканцями. Був одним з ініціаторів створення у 1988 році Варшавського товариства прихильників Львова.
У 1999 році про нього було знято документальний фільм режисерки Аліни Черняковської під назвою «Semper fidelis».
Помер 30 червня 1996 році. Похований на Повонзківському кладовищі (ділянка 237-3-19).